# Tatiana de Rosnay
Tatiana de Rosnay (Neuilly-sur-Seine, 28 settembre 1961) è una scrittrice, sceneggiatrice e giornalista francese.

## Biografia
Nata a Neuilly-sur-Seine nel 1961 da madre inglese e padre francese di discendenza russa, vive e lavora a Parigi.
Dopo gli studi all'University of East Anglia a Norwich, è tornata in Francia dove ha lavorato come giornalista per riviste come Vanity Fair, Elle e Psychologies Magazine.
Autrice di alcuni episodi della serie francese Affaires familiales, a partire dai primi anni novanta ha intrapreso una fortunata carriera di scrittrice pubblicando 4 raccolte di racconti, una biografia di Daphne du Maurier e 12 romanzi (dei quali 3 scritti in lingua inglese).
Tre sue opere hanno fornito da soggetto per altrettante pellicole cinematografiche, tra le quali si ricorda La chiave di Sara che racconta il rastrellamento del Velodromo d'Inverno del 1942.

## Opere principali

### Romanzi
- L'Appartement témoin (1992)
- Le Dîner des ex / Partition amoureuse (1996)
- Le Cœur d'une autre (1998)
- Le Voisin (2000)
- La Mémoire des murs (2003)
- Spirales (2004)
- Moka (2006)
- La chiave di Sara (Sarah's Key) (2007), Milano, Mondadori, 2007 traduzione di Adriana Colombo e Paola Frezza Pavese ISBN 978-88-04-56372-3.
- Segreti di famiglia (A Secret Kept) (2009), Milano, Corbaccio, 2011 traduzione di Valeria Galassi ISBN 978-88-6380-193-4.
- The House I Loved (2010)
- À l'encre russe (2013)
- Sentinelle de la pluie (2018)

### Racconti
- Mariés, pères de famille (1995)
- Amsterdamnation et autres nouvelles (2013)
- Café Lowendal et autres nouvelles (2014)
- Son carnet rouge (2014)

### Biografie
- Daphne (Manderley Forever: A Biography of Daphne du Maurier), Vicenza, Neri Pozza, 2016 traduzione di Alberto Folin ISBN 978-88-545-1237-5.

## Filmografia
- La chiave di Sara (2010) regia di Gilles Paquet-Brenner (soggetto)
- Boomerang (2015) regia di François Favrat (soggetto)
- Per mio figlio (2016) regia di Frédéric Mermoud (soggetto)